# Dwight Ritchie
Dwight Ritchie, también conocido como Fighting Cowboy (Shepparton, 29 de febrero de 1992-Melbourne, 9 de noviembre de 2019), fue un boxeador profesional australiano. Obtuvo el título de peso mediano australiano de 2014 a 2015 y el título de peso mediano junior de la FIB Juventud en 2017.

## Biografía
Ritchie vivió en Brisbane. Su padre era constructor y su madre trabajaba para la Sociedad de San Vicente de Paúl. Su abuelo luchó en combates de boxeo de exhibición en el interior de Queensland durante la década de 1930. Su primo segundo era Graham Quirk, quien fuera alcalde de Brisbane entre 2011 y 2019. 
Tenía una licenciatura en educación de la Universidad Griffith y anteriormente trabajó como profesor de educación física para la escuela estatal Pallara en Brisbane.
Obtuvo durante su carrera el título de peso mediano del estado victoriano; el título australiano de peso mediano; el título de peso medio OPBF; el título de peso medio WBF Asia Pacífico; el título de peso mediano junior de la FIB Juvenil; y los títulos de peso mediano junior de la FIB Australasian. apodado 'The Fighting Cowboy', boxeó profesionalmente como un boxeador de peso medio y mediano durante diez años entre 2009 y 2019, y compiló un récord profesional de 19-2 (2 KO) y 4 NC.
En su última aparición en el ring el 14 de agosto de 2019, perdió su título de la FIB Australasian por decisión unánime de diez asaltos ante Tim Tszyu por 14-0 en el ICC Exhibition Centre en Sídney (Australia). Perdió solo por segunda vez en una carrera de 21 peleas.

## Muerte
El 9 de noviembre de 2019, durante una sesión de entrenamiento con Michael Zerafa para prepararse para la revancha de Zerafa contra Jeff Horn el mes siguiente en Australia, Ritchie recibió un golpe en el cuerpo y se retiró a su propio rincón donde se desvaneció. A pesar de los intentos de salvarlo, no pudo ser reanimado. Tenía veintisiete años.